# Galipea ramiflora
Galipea ramiflora är en vinruteväxtart som beskrevs av Pirani. Galipea ramiflora ingår i släktet Galipea och familjen vinruteväxter. Inga underarter finns listade i Catalogue of Life.